# Sfinxul Lainicilor
Sfinxul Lainicilor (monument al naturii) este o arie protejată de interes național ce corespunde categoriei a III-a IUCN (rezervație naturală de tip geologic și peisagistic) situată în județul Gorj, pe teritoriul administrativ al orașului Bumbești Jiu.

## Descriere
Rezervația naturală Sfinxul Lainicilor cu o suprafață de 1 ha. a fost declarată arie protejată prin Legea Nr.5 din 6 martie 2000 (privind aprobarea Planului de amenajare a teritoriului național - Secțiunea a III-a - zone protejate) și este inclusă în Parcul Național Defileul Jiului.
Aria naturală aflată în trecătoarea Lainici reprezintă o zonă montană din Carpații Meridionali, între grupa muntoasă Retezat-Godeanu și Munții Parâng, în al cărei teritoriu se află o formațiune geologică (stâncă) de forma unui sfinx.